# El alquimista impaciente (pel·lícula)
El alquimista impaciente és una pel·lícula coproducció argentí-espanyola dirigida per Patricia Ferreira l'any 2002 que adapta la novel·la homònima de Lorenzo Silva.

## Argument
Un cadàver nu, sense rastres de violència, apareix lligat a un llit en un motel de carretera. El sergent de la Unitat Central Operativa de la Guàrdia Civil (UCO), Rubén Bevilacqua (Roberto Enríquez) i el seu ajudant, Virginia Chamorro (Íngrid Rubio) reben l'ordre d'investigar la mort. Aviat esbrinen que el mort era Trinidad Soler, un home corrent, amb dona i dos fills petits, molt apreciat en el seu treball en la central nuclear. Mort natural per un excés o assassinat? El cas no es presenta gens fàcil.

## Repartiment
- Íngrid Rubio: Virginia Chamorro
- Roberto Enríquez: Rubén Bevilacqua
- Chete Lera: Dávila
- Adriana Ozores: Blanca Díez
- Miguel Ángel Solá: Zaldívar
- Jordi Dauder: Ochaita
- Mariana Santángelo: Patricia Zaldívar
- Nacho Vidal: Vasili
- Valeria Arribas: Salgado
- Monti Castiñeiras: Policía científica
- Josep Linuesa: Egea
- Miguel Zúñiga: Marchena

## Premis i nominacions
Medalles del Cercle d'Escriptors Cinematogràfics
| Categoria           | Candidat                          | Resultat   |
| ------------------- | --------------------------------- | ---------- |
| Millor guió adaptat | Patricia Ferreira Enrique Jiménez | Guanyadors |

Premis Goya
| Any  | Categoria                 | Persona          | Resultat |
| ---- | ------------------------- | ---------------- | -------- |
| 2002 | millor actor revelació    | Roberto Enríquez | Nominat  |
| 2002 | millor direcció artística | Rafael Palmero   | nominat  |

Premis Turia 2003 al millor actor novell Roberto Enríquez
Premis Mestre Mateo
| Any  | Categoria         | Receptor          | Resultat |
| ---- | ----------------- | ----------------- | -------- |
| 2002 | Millor pel·lícula | Patricia Ferreira | Nominat  |
| 2002 | Millor director   | Patricia Ferreira | Nominat  |